# Елберт (Колорадо)
Елберт (енгл. Elbert) насељено је место без административног статуса у америчкој савезној држави Колорадо.

## Демографија
По попису из 2010. године број становника је 230.
| Група             | 2000.    | 2010.       |
| Белци             | 0 (0,0%) | 222 (96,5%) |
| Афроамериканци    | 0 (0,0%) | 0 (0,0%)    |
| Азијати           | 0 (0,0%) | 0 (0,0%)    |
| Хиспаноамериканци | 0 (0,0%) | 3 (1,3%)    |
| Укупно            | 0        | 230         |